# Cimetière de Sleepy Hollow
Pour les articles homonymes, voir Sleepy Hollow.
Cet article concerne le cimetière de Sleepy Hollow à Concord, Massachusetts. Pour celui de l'État de New York, voir Cimetière de Sleepy Hollow (New York).
Le cimetière de Sleepy Hollow est situé sur Bedford Street près du centre de Concord, dans le Massachusetts. Le cimetière est un lieu où de nombreux habitants célèbres sont enterrés, notamment certains auteurs et penseurs importants des États-Unis sur la colline dénommée « Author's Ridge ».

## Tombes de personnes célèbres
- Amos Bronson Alcott, transcendentaliste, philosophe
- Louisa May Alcott, auteur de Les Quatre Filles du docteur March
- Ephraim Wales Bull, inventeur du cépage Concord
- William Ellery Channing, transcendentaliste et poète
- Ralph Waldo Emerson, transcendentaliste et poète
- Daniel Chester French, sculpteur du Lincoln Memorial
- Maud Earl, peintre
- Nathaniel Hawthorne, auteur de La Lettre écarlate
- Sophia Hawthorne, peintre et illustratrice, femme de Nathaniel Hawthorne
- Frederick Heyliger, officier de l'US Army, vétéran de la Easy Company
- George Frisbie Hoar, homme politique du XIXe siècle
- Richard Marius
- Abby May, femme d'Amos Bronson Alcott et mère de Louisa May Alcott
- Ralph Munroe
- Henry David Thoreau, transcendentaliste, philosophe, et auteur
- George Washington Wright
- Hans Zinsser, médecin bactériologiste
- William Rockefeller, financier américain